# Skruvbusksvamp
Skruvbusksvamp (Tremellodendropsis tuberosa) är en svampart som först beskrevs av Robert Kaye Greville, och fick sitt nu gällande namn av D.A. Crawford 1954. Enligt Catalogue of Life ingår Skruvbusksvamp i släktet Tremellodendropsis, ordningen Auriculariales, klassen Agaricomycetes, divisionen basidiesvampar och riket svampar, men enligt Dyntaxa är tillhörigheten istället släktet Tremellodendropsis, familjen Tremellodendropsidaceae, ordningen gelésvampar, klassen Tremellomycetes, divisionen basidiesvampar och riket svampar. Arten är reproducerande i Sverige. Inga underarter finns listade i Catalogue of Life.